# خوسيه ماريا روبلس هورتادو
خوسيه ماريا روبلس هورتادو (بالإسبانية: José María Robles Hurtado)‏ هو قسيس مسيحي مكسيكي، ولد في 3 مايو 1888 في Mascota ‏ في المكسيك، وتوفي في 26 يونيو 1927 في Quila, Jalisco ‏ في المكسيك بسبب شنق.